# 加布里埃莱·韦内齐亚诺
加布里埃莱·韦内齐亚诺（義大利語：Gabriele Veneziano，/ˈvɛnətsiˈænoʊ/，義大利語：[venetˈtsjaːno]，1942年9月7日—），意大利理论物理学家，弦理论的的先驱之一。他的大部分科学活动在瑞士日内瓦欧洲核子研究中心进行。2004年至2013年，他担任巴黎法兰西公学院基本粒子、引力和宇宙学主席。

## 荣誉
- 都灵国家科学院院士 (1994年)
- 意大利猞猁之眼国家科学院院士 (1996年)
- 法国科学院院士 (2002年)

## 奖项
- 波梅兰丘克奖，1999年
- Gold della Repubblica Italiana come Benemerito della Cultura，2000年
- 美国物理协会丹尼·海涅曼数学物理奖，2004年
- 意大利物理学会恩里科·费米奖，2005年
- 阿尔伯特·爱因斯坦研究所阿尔伯特·爱因斯坦奖章，2006年
- 奥斯卡·克莱因奖章，2007年
- Commendatore al merito della Repubblica Italiana，2007
- 都柏林大学学院詹姆斯·乔伊斯奖，2009年
- Felice Pietro Chisesi and Caterina Tomassoni Prize，2009年
- ICTP狄拉克奖章，2014年
- 斯旺西大学荣誉博士学位，到2015年[4]
- SIF和SFP弗瑞德-沃尔泰拉奖，2016-2017年